# Samuel Eto'o
Samuel Eto'o Fils (Douala, 10 marzo 1981) è un dirigente sportivo ed ex calciatore camerunese, di ruolo attaccante. Dal 2021, ricopre il ruolo di presidente della Federazione calcistica del Camerun.
È da molti ritenuto il più forte calciatore africano di sempre. È stato inserito per otto anni consecutivi, dal 2004 al 2011, tra i candidati alla vittoria del Pallone d'oro, classificandosi in quinta posizione nel 2009. È inoltre l'unico giocatore ad aver realizzato un treble (campionato, coppa nazionale e Champions League) in due stagioni consecutive e con due maglie diverse, con il Barcellona nella stagione 2008-09 e con l'Inter nel 2009-10. A livello individuale, è stato eletto per quattro volte calciatore africano dell'anno (record condiviso con Yaya Touré), mentre nel 2007 è stato eletto come il miglior calciatore africano del secolo dalla CAF. Nel 2005 si è classificato al terzo posto nella classifica del FIFA World Player of the Year e nel 2015 ha ricevuto il Golden Foot. Nell'edizione 2021 è entrato a far parte della Hall of Fame dell'Inter.
Nel corso della sua carriera ha vinto una Coppa Intercontinentale (1998), due Coppe del Re (2002-03 e 2008-09), tre campionati spagnoli (2004-05, 2005-06 e 2008-09), due Supercoppe spagnole (2005 e 2006), un campionato italiano (2009-10), due Coppe Italia (2009-10 e 2010-11), una Supercoppa italiana (2010), tre Champions League (2005-06, 2008-09 e 2009-10) e una Coppa del mondo per club (2010).
Con la nazionale camerunese ha partecipato a quattro Mondiali (1998, 2002, 2010 e 2014) e a sei Coppe d'Africa (2000, 2002, 2004, 2006, 2008 e 2010), di cui è capocannoniere storico e ha vinto le edizioni del 2000 e del 2002. Con 56 reti in 118 presenze, è il miglior realizzatore di tutti i tempi della sua nazionale. Nel 2000, inoltre, ha vinto la medaglia d'oro con la rappresentativa olimpica.

## Biografia
Eto'o è sposato con l'ivoriana Georgette dal 2016; dalla loro unione sono nati 4 figli.
Ha inoltre una figlia nata nel 2002 da una precedente relazione. Nel 2004 un tribunale spagnolo ha accertato la paternità del calciatore e lo ha obbligato a versare 3.000 euro mensili per gli alimenti.
Il 18 ottobre 2007 ha acquisito la cittadinanza spagnola. Ha due fratelli entrambi calciatori professionisti, David ed Etienne Eto'o.

### Sponsorizzazioni
Testimonial della Puma, è stato protagonista di diversi spot pubblicitari apparsi in televisione in Italia e all'estero.

### Impegno nel sociale
È ambasciatore UNICEF. Insieme al suo agente e amico Josè Maria Mesalles ha creato la Fundación Privada Samuel Eto'o per aiutare i ragazzini e giovani del Camerun. Nel 2009 una giuria presieduta da Gianni Mura gli ha conferito il premio L'Altropallone, premio assegnato a chi più si distingue per l'impegno e la solidarietà fuori dal campo.

### Lotta al razzismo
Eto'o è stato più volte vittima di comportamenti razzisti in pubblico, ai quali ha sempre reagito con intransigenza e fermezza, denunciandoli allo scopo di combattere il fenomeno del razzismo nel calcio, fino a diventare uno degli atleti più attivi a questo riguardo. Ha anche affermato di non voler portare i propri figli allo stadio a causa del razzismo. Un primo episodio significativo risale al febbraio 2006, durante una partita Real Saragozza-Barcellona, quando i tifosi del Real Saragozza cominciarono ad imitare il verso della scimmia e a lanciargli noccioline ogni volta che toccava la palla. Profondamente innervosito, il calciatore manifestò la volontà di abbandonare il campo a gara in corso, ma venne fermato da compagni di squadra, avversari e arbitro. In seguito alla vicenda il Real Saragozza venne multato di 9.000 euro, sanzione definita da Eto'o non sufficiente; il camerunese disse anche che a suo giudizio lo stadio sarebbe dovuto rimanere chiuso per almeno un anno.
Il 17 ottobre 2010, durante la partita Cagliari-Inter, Eto'o è stato nuovamente bersagliato da cori razzisti da parte dei tifosi di casa. L'arbitro Paolo Tagliavento ha interrotto il gioco ed ha chiesto al quarto uomo di far trasmettere, tramite l'impianto acustico dello stadio, un annuncio che avvertiva che la partita sarebbe stata sospesa in caso di ulteriori atteggiamenti razzisti, cosa che ha messo a tacere i supporters sardi. In seguito il Cagliari ha ricevuto dal giudice sportivo una multa di 25.000 euro. I cori prendevano di mira il fatto che il giocatore aveva avuto una relazione con una donna sarda, conosciuta ai tempi in cui militava nel Maiorca, con cui aveva avuto una figlia che non aveva mai riconosciuto, nemmeno dopo che il test del DNA aveva confermato la sua paternità, venendo quindi obbligato dal giudice a pagare gli alimenti alla ex compagna. Una vicenda analoga, con protagonisti sempre Eto'o ed i tifosi del Cagliari, era avvenuta anche l'anno precedente, in una gara arbitrata da Daniele Orsato, il quale non aveva preso alcun provvedimento; l'episodio del 17 ottobre 2010 è stato il primo in Italia in cui è stata minacciata la sospensione della gara per motivi di razzismo.
Il 23 maggio 2011 un gruppo di ultras milanisti ha incrociato Eto'o nei pressi di un locale sotto la sua abitazione a Milano ed ha intonato al suo indirizzo un coro di stampo razzista. Eto'o, infastidito, ha preferito restare in disparte evitando il confronto diretto, ed il tutto si è risolto quando i tifosi rossoneri, intimoriti dalle guardie del corpo dell'attaccante, hanno preferito allontanarsi.

### Controversie
Nel giugno del 2022 viene condannato a 22 mesi di carcere con pena sospesa poiché avrebbe frodato il fisco spagnolo per 3.872.621 di euro nel periodo in cui militava nel Barcellona. Eto'o accetta di pagare una multa di 1,8 milioni di euro e 3,8 milioni di tasse dovute dai diritti di immagine tra il 2006 e il 2009 e dá la propria versione dei fatti: "Ammetto i fatti e pagherò quanto dovuto, ma si sappia che allora ero solo un bambino e che ho sempre fatto quello che il mio ex agente Jose Maria Mesalles, che consideravo come un padre, mi ha chiesto di fare in quel momento".

## Caratteristiche tecniche
(José Mourinho)
Attaccante molto rapido e prolifico, giocava prevalentemente da centravanti; all'Inter, sotto la guida di José Mourinho, è stato adattato anche come esterno in un 4-2-3-1, ruolo in cui ha messo in mostra una buona propensione ai ripiegamenti difensivi. Dotato di un ottimo dribbling, era abile sia in fase realizzativa sia nel servire assist ai compagni di squadra.
Paolo Maldini, storico difensore e capitano del Milan, ha dichiarato di ritenere Eto'o uno dei tre attaccanti più pericolosi affrontati nella propria carriera, insieme a due leggende come Diego Armando Maradona e Ronaldo.

## Carriera

### Giocatore

#### Club

##### Esordi, Real Madrid e Maiorca
Comincia a giocare a calcio nell'UCB di Douala, squadra camerunese. Nel 1996, a 15 anni, entra nel settore giovanile del Real Madrid e nel 1996-1997 si allena con il Real Madrid B non scendendo mai in campo e retrocede in Segunda División B dove però non possono giocare i calciatori non comunitari. Nella stagione 1997-1998 viene quindi girato in prestito al Leganés, club di Segunda División, con cui disputa 28 partite e segna 3 gol. Il 5 dicembre 1998 debutta nella Liga contro l'Espanyol (0-0), club che poi lo prende in prestito per metà stagione, ma che non lo schiera mai in campo. Torna a Madrid la stagione successiva, dove gioca due gare di campionato e colleziona tre presenze in Champions League.
A gennaio 2000 lascia il Real Madrid per giocare nel Maiorca, squadra nella quale inizia a farsi conoscere nel calcio spagnolo. Nella stagione 2002-2003 è autore di due dei tre gol con cui il Maiorca batte il Recreativo Huelva per 3-0 nella finale di Copa del Rey e li dedica a Marc-Vivien Foé,, amico e compagno di nazionale morto 48 ore prima, mentre stava giocando la semifinale di Confederations Cup a Parigi contro la Colombia. Rimane al Maiorca per cinque stagioni, durante le quali disputa 133 partite e mette a segno 54 reti, diventando così il miglior marcatore nella storia del club nella Liga.

##### Barcellona

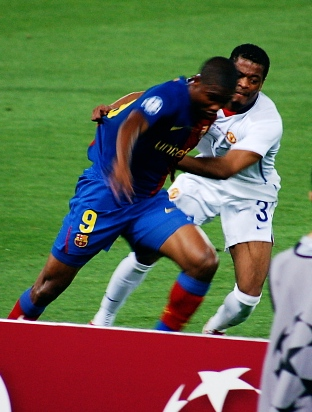
Samuel Eto'o contro Patrice Evra durante la finale di Champions League 2008-2009.

Nel 2004 decide di trasferirsi al Barcellona. Già alla prima stagione in Catalogna si aggiudica il titolo di capocannoniere della Primera División in coabitazione con Diego Forlán del Villarreal. In quella stagione conquista anche il campionato spagnolo. La vittoria del campionato si ripete anche nella stagione 2005-2006, al termine della quale Eto'o si laurea capocannoniere del torneo grazie al gol all'ultima giornata contro l'Athletic Bilbao.
Contemporaneamente vive il trionfo in Champions League nella finale di Parigi contro l'Arsenal: Eto'o realizza il gol del pareggio alla rete inglese di Sol Campbell (la rete decisiva del 2-1 sarà segnata da Juliano Belletti) e viene votato miglior giocatore della partita. Forma il trio d'attacco con Ronaldinho e Lionel Messi. Il 28 settembre 2006, durante la partita di Champions League contro il Werder Brema, il camerunese subisce la rottura del menisco esterno e resta inattivo per 5 mesi. A dicembre 2006 si classifica 6º nel Pallone d'oro e 5º nel FIFA World Player.
Nel Trofeo Gamper dell'agosto 2007 disputato contro l'Inter, tuttavia, Eto'o subisce un altro infortunio, il secondo in due anni, rimanendo fermo fino a dicembre 2007.
Durante il calciomercato dell'estate 2008 il neo allenatore del Barcellona Josep Guardiola mette Eto'o nella lista dei partenti; la sua cessione, tuttavia, non si concretizza, ed Eto'o resta al Barcellona anche per la stagione 2008-2009, una delle sue annate più brillanti in termini realizzativi. A fine campionato raggiungerà quota 30 gol (realizzando anche una quaterna contro il Real Valladolid), battuto da Diego Forlán, autore di 32 reti, nella corsa per il titolo di Pichichi. Il Barcellona vince la Liga, la Coppa del Re e la Champions League. In quest'ultima competizione Eto'o mette a segno 5 reti, di cui una a Roma nella finale contro il Manchester Utd vinta per 2-0, dove il camerunese mette a segno il primo gol. Il 2008-2009 è anche la stagione del tridente da record, quello composto da Eto'o, Lionel Messi e Thierry Henry, autori in tre di 100 gol fra campionato e coppe: per Eto'o 36 gol, per Messi 38 e per Henry 26.

##### Inter

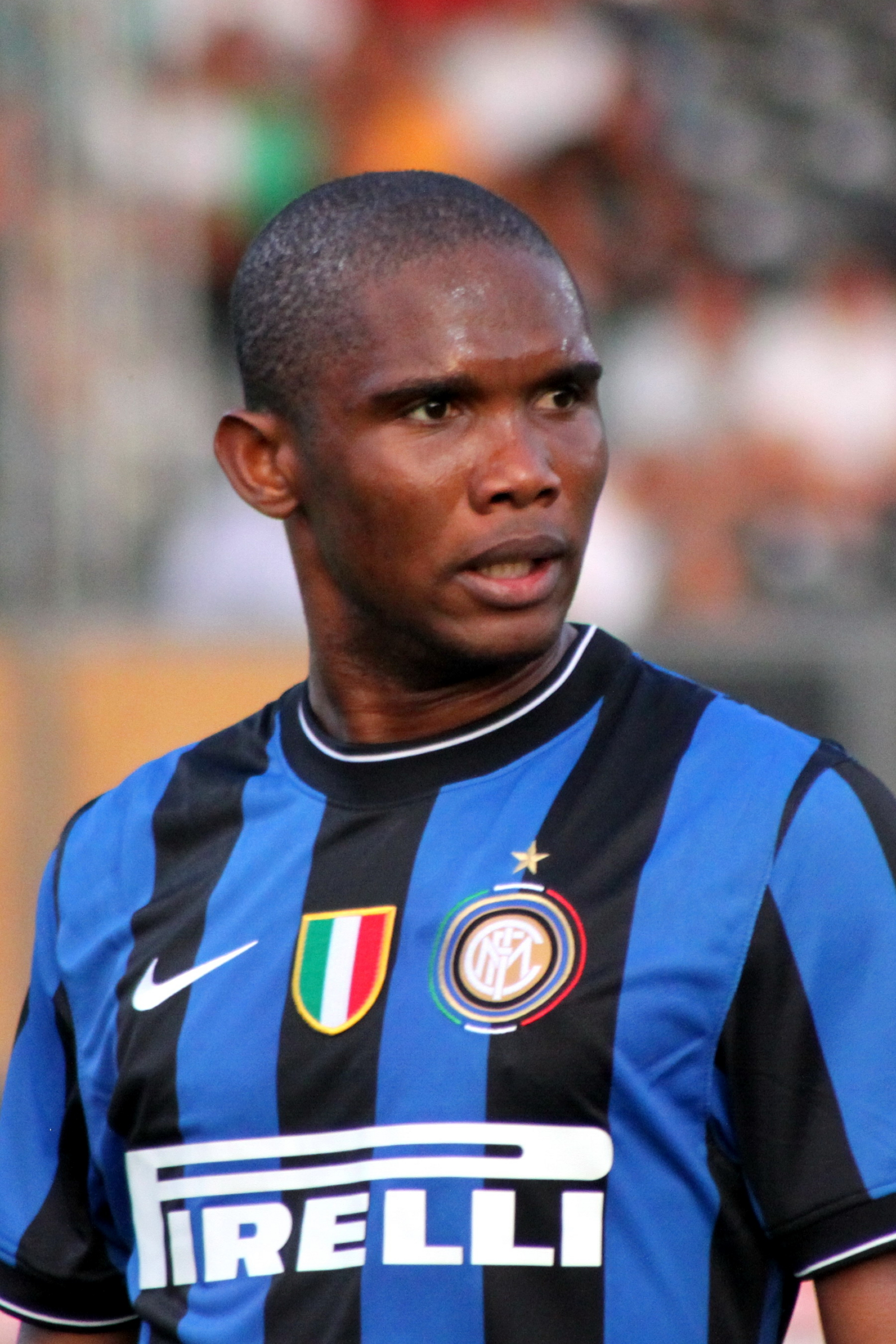
Eto'o nel 2009 ai tempi dell'.

Il 27 luglio 2009 si trasferisce all'Inter nell'ambito della trattativa che porta l'attaccante svedese Zlatan Ibrahimović al Barcellona. L'8 agosto seguente, a Pechino, in occasione della Supercoppa italiana persa contro la Lazio, fa il suo debutto ufficiale con l'Inter segnando subito il primo gol in maglia nerazzurra; il primo gol in campionato arriva invece su rigore alla prima giornata nel pareggio interno 1-1 con il Bari. A dicembre, dopo essersi piazzato al quinto posto, dietro a Messi, Cristiano Ronaldo, Xavi e Andrés Iniesta, nella classifica per il Pallone d'oro 2009, realizza il primo gol in Champions League con l'Inter, nella vittoria per 2-0 sul Rubin Kazan. In Champions League è ancora decisivo il 16 marzo 2010, quando realizza il gol-vittoria (0-1 finale) nella gara di ritorno degli ottavi contro il Chelsea giocata a Stamford Bridge. Va in rete per la prima volta anche in Coppa Italia, durante la semifinale di ritorno contro la Fiorentina vinta per 0-1.
Durante tutta la stagione si sacrifica molto in fase difensiva: infatti nella semifinale di ritorno di Champions League contro il Barcellona, con la squadra in inferiorità numerica per l'espulsione di Thiago Motta, giocò per più di un'ora nel ruolo di terzino sinistro, riuscendo poi nell'impresa arrivando a giocare la finale contro il Bayern Monaco. Il 5 maggio 2010 conquista il suo primo titolo con la maglia nerazzurra: la Coppa Italia contro la Roma. Undici giorni dopo, il 16 maggio, si aggiudica lo scudetto a Siena e il 22 maggio vince anche la Champions League, a Madrid diventando così il primo e tuttora l’unico calciatore a conquistare per due anni consecutivi campionato nazionale, coppa nazionale e Champions League, per di più con due squadre diverse, e facendo vincere la Champions League dopo 45 anni all'Inter, che diventa la prima, e finora unica, squadra italiana a vincere tre trofei in una stagione.
Nella stagione 2010-2011, Eto'o incrementa notevolmente la propria media realizzativa rispetto all'annata precedente. Il 21 agosto contribuisce alla conquista del quarto titolo del 2010, realizzando una doppietta nella finale di Supercoppa italiana giocata contro la Roma. Il 29 settembre segna la sua prima tripletta nerazzurra nella partita di Champions League contro il Werder Brema. Il 18 dicembre, nella finale contro i congolesi del Mazembe, realizza uno dei tre gol con cui l'Inter conquista la sua prima Coppa del Mondo per club. Alla fine della manifestazione, Eto'o riceve il premio come miglior giocatore del torneo.
Il 22 maggio, nell'ultima giornata di campionato contro il Catania, gioca la sua centesima partita con la maglia dell'Inter. Il 29 maggio, nella finale di Coppa Italia contro il Palermo, segna una doppietta nella vittoria per 3-1, raggiungendo in questo modo i 37 centri stagionali: supera così il suo precedente primato di 36 gol, risalente all'annata 2008-2009, e si ferma a una sola rete da Giuseppe Meazza e Antonio Angelillo, detentori del record stagionale di marcature con la maglia dell'Inter.

##### Anži

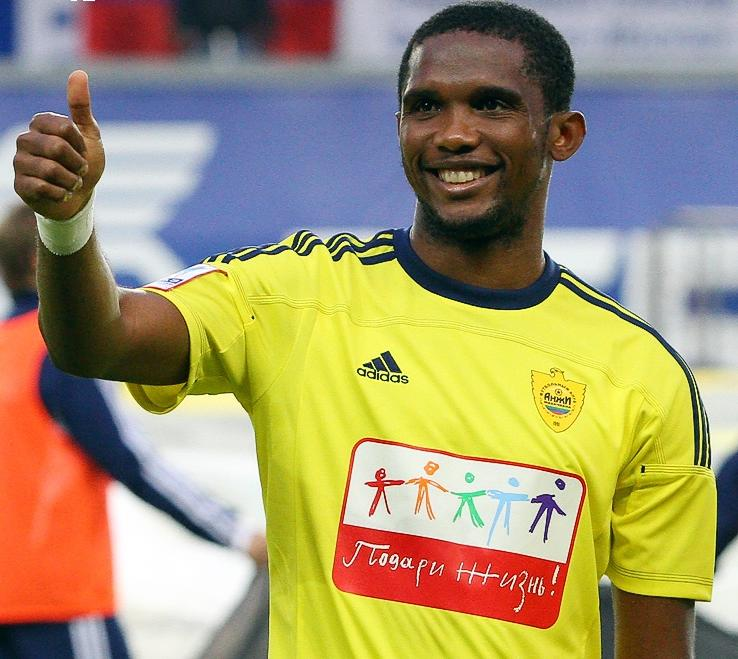
Samuel Eto'o con la maglia dell'.

Il 23 agosto 2011 passa a titolo definitivo all'Anži percependo 20,5 milioni di euro a stagione per tre anni; il costo del cartellino non è stato reso noto ufficialmente dai due club, sebbene i media abbiano individuato in 25 milioni di euro più 2 di bonus legati alle prestazioni la somma versata. Con il nuovo contratto il camerunese diventa il calciatore più pagato nella storia del calcio. Segna il suo primo gol con la squadra russa proprio all'esordio il 27 agosto nella partita Rostov-Anži 1-1. Entrato in campo al 12º minuto della ripresa al posto di Diego Tardelli, sigla la rete del definitivo pareggio al minuto 34.
Il 26 settembre, in Anži-Terek Groznyj, realizza il suo gol numero 200 nei vari campionati. Conclude la prima stagione con all'attivo 11 reti in 23 presenze ufficiali tra Prem'er Liga e coppa di Russia. Nella stagione successiva mette a segno 21 reti in 44 incontri ufficiali tra Prem'er Liga, Coppa di Russia e UEFA Europa League. Eletto miglior giocatore della stagione 2012-2013, termina la sua esperienza in Russia dopo due stagioni, collezionando in totale 36 gol in 73 partite.

##### Chelsea ed Everton

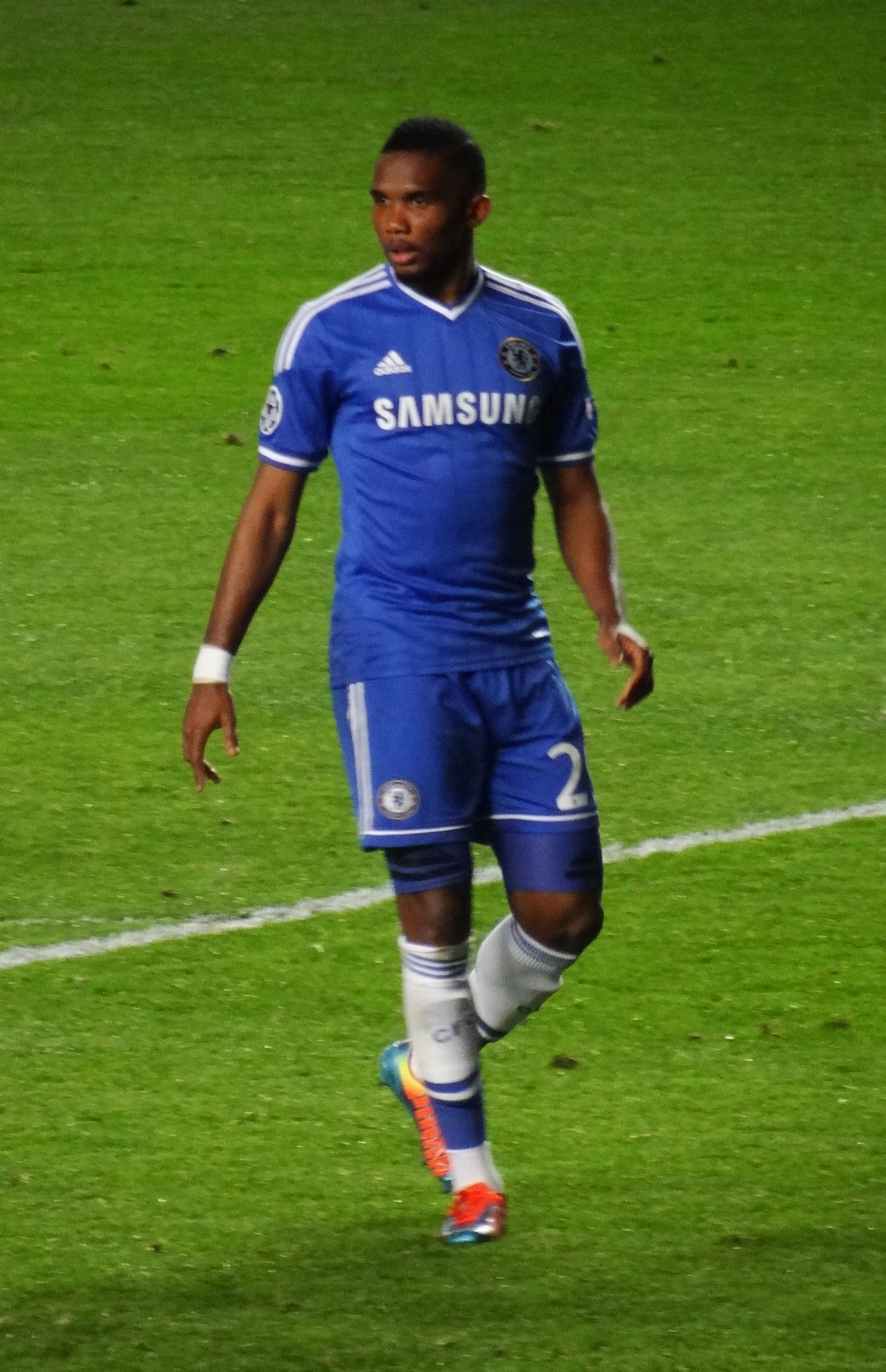
Eto'o con la maglia del.

Il 29 agosto 2013 firma con il Chelsea, ritrovando José Mourinho, suo allenatore ai tempi dell'Inter nell'anno del triplete. Esordisce con la nuova maglia il 14 settembre 2013, nella sconfitta per 0-1 sul campo dell'Everton. Il 19 ottobre seguente segna il suo primo gol con i Blues, nella vittoria interna per 4-1 sul Cardiff City. Il 19 gennaio 2014 realizza la sua prima tripletta con il Chelsea, nella vittoria casalinga per 3-1 sul Manchester United.
È protagonista dapprima in positivo e poi in negativo del cammino del Chelsea in Champions League: il 18 febbraio 2014 mette a segno una rete negli ottavi di finale di ritorno contro il Galatasaray, contribuendo al passaggio del turno; il 30 aprile successivo, durante la partita di ritorno della semifinale di Champions contro l'Atlético Madrid, commette invece un fallo da rigore, poi realizzato da Diego Costa per il momentaneo vantaggio per 1-2 (l'incontro finirà 1-3 per l'Atletico Madrid). Al termine della stagione non rinnova il suo contratto con i Blues, rimanendo quindi svincolato. Termina quindi la sua esperienza londinese con 21 presenze condite da nove reti.
Il 26 agosto 2014 viene annunciato il suo ingaggio da parte dell'Everton. Esordisce con la nuova maglia il 30 agosto, subentrando nel secondo tempo della partita persa contro il Chelsea e segnando dopo appena 7 minuti dal suo ingresso in campo il suo primo gol con i Toffees. Conclude la sua militanza con i Toffees con 20 presenze e 4 gol tra campionato, coppe nazionali e europee.

##### Sampdoria

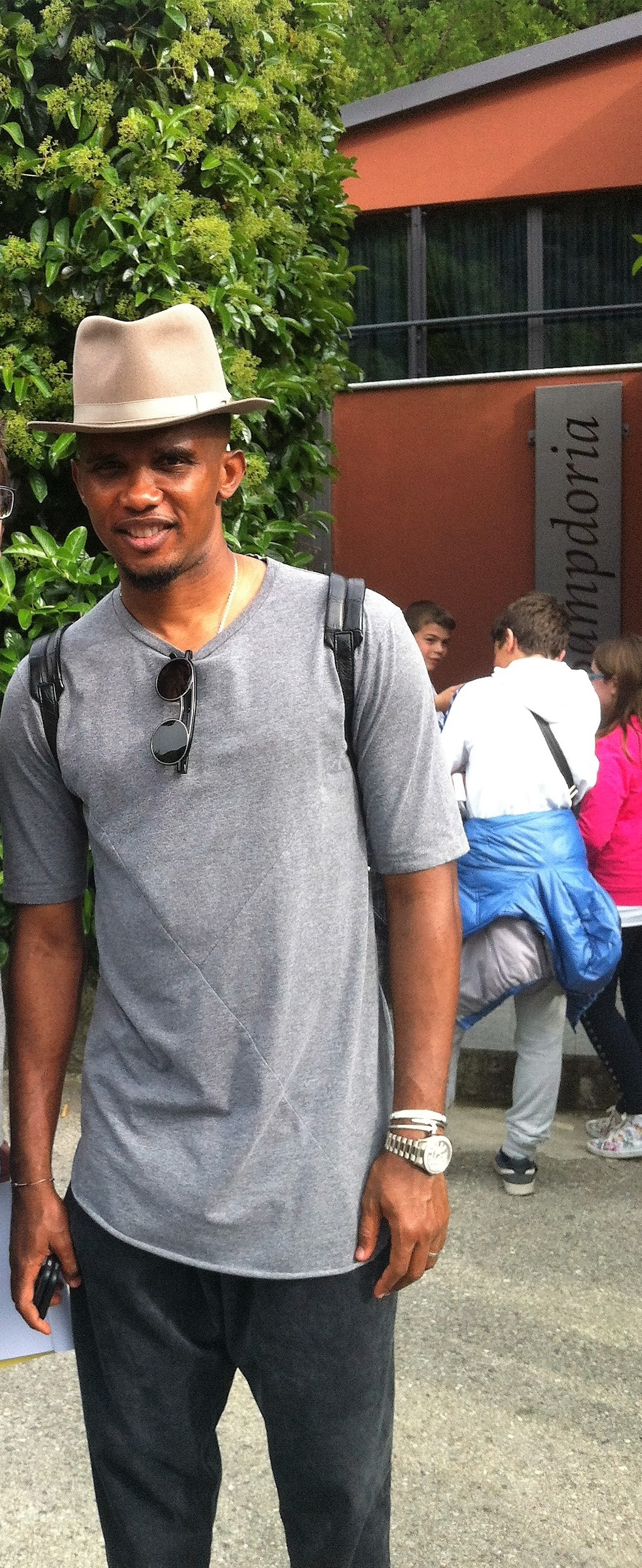
Eto'o nel 2015 alla Sampdoria

Il 27 gennaio 2015 la Sampdoria comunica l'acquisto del calciatore a titolo gratuito, ma pagherà al club inglese dei bonus relativi agli obiettivi che il club blucerchiato conseguirà nei 30 mesi di contratto. Eto'o debutta con la maglia blucerchiata il 1º febbraio seguente in Torino-Sampdoria 5-1, subentrando al compagno Éder al minuto 71. Realizza il suo primo gol con la squadra genovese il 7 marzo seguente, chiudendo il risultato della sfida vinta 2-0 contro il Cagliari. Il 24 maggio sigla la seconda rete salvando il risultato negativo della partita al 91' contro l'Empoli (1-1). Questi sono gli unici 2 gol messi a segno da Eto'o nelle 18 partite disputate. Il 29 giugno risolve il contratto che lo legava al club ligure.

##### Le esperienze in Turchia e Qatar
Il 6 luglio cambia nuovamente maglia passando all'Antalyaspor, squadra turca neopromossa in Süper Lig. Il 16 dicembre viene nominato anche allenatore ad interim del club in sostituzione di Yusuf Şimşek. Al termine della stagione 2016-2017 entra nella storia del club come miglior marcatore di sempre in Süper Lig, con 38 gol; il record precedente apparteneva al brasiliano Tita, autore di 37 reti. Il 30 gennaio 2018 trova l'accordo per la risoluzione del contratto, termina dopo due anni e mezzo la sua avventura con 77 presenze e 44 reti.
Il giorno seguente firma con il Konyaspor. Con 6 gol in 12 partite, risulta fondamentale per la salvezza della sua squadra.
Il 14 agosto 2018 si trasferisce al Qatar Sports Club, squadra militante nella Qatar Stars League. Il 7 settembre 2019 annuncia il ritiro dal calcio giocato, all'età di 38 anni.

#### Nazionale

##### 1997-2005
Elemento simbolo della Nazionale camerunese, ne è il primatista assoluto di gol (56) e, dall'estate 2009 a quella del 2014, ne ha ricoperto il ruolo di capitano. L'esordio in Nazionale avvenne il 9 marzo 1997 contro la Costa Rica all'età di 15 anni e 11 mesi.
All'età di 17 anni Eto'o fu il più giovane giocatore dei Mondiali di calcio 1998, dove esordì nel match perso con l'Italia. Ha vinto tre importanti tornei con la sua Nazionale: le Olimpiadi 2000, dove nella finale con la Spagna segna il gol del 2-2 e poi trasforma uno dei rigori utili alla vittoria dei leoni, e 2 vittorie nella Coppa d'Africa: la prima nel 2000 con gol in finale contro la Nigeria e 4 gol totali nella manifestazione, la seconda nel 2002 ai rigori con il Senegal, segnando un gol nel corso del torneo, al Togo
Ha giocato anche i Mondiali di calcio 2002, segnando la rete della vittoria con l'Arabia Saudita e firmando l'assist dopo un dribbling e un tunnel per la rete di Patrick Mboma nel match con l'Irlanda. Nel 2003 Eto'o partecipò alla Confederations Cup, arrivando fino alla finale persa con la Francia, dopo la semifinale in cui perse la vita il compagno Foé; nel primo match del torneo segnò un gol al Brasile permettendo alla sua Nazionale di ottenere la prima vittoria di sempre contro la Seleção.
La Coppa d'Africa 2004 fu la peggiore per Eto'o, con l'eliminazione ai quarti di finale ad opera della Nigeria, ed un solo gol realizzato nell'arco della competizione (proprio contro la Nigeria). Nel 2005, nonostante i gol di Eto'o nelle qualificazioni, il Camerun non riesce ad accedere alla fase finale del Mondiale 2006, dopo il pareggio in casa per 1-1 all'ultimo turno con l'Egitto con il rigore qualificazione fallito da Pierre Womé al 95º minuto.

##### 2006-2014
Durante i quarti di finale della Coppa d'Africa 2006, Eto'o sbagliò il suo rigore decisivo contro la Costa d'Avorio, alla fine di una serie di 24 rigori consecutivi, decretando l'eliminazione del Camerun, ma rivelandosi comunque capocannoniere del torneo con 5 gol. Nella Coppa d'Africa 2008 Eto'o si confermò capocannoniere, ancora con 5 gol, contribuendo a portare il Camerun in finale, dove venne però sconfitto per 1-0 dall'Egitto. In questa competizione Eto'o diventò anche il goleador assoluto della storia della Coppa d'Africa con 16 gol.
Il 31 maggio 2008, nel ritiro della Nazionale del Camerun, è stato protagonista di un episodio controverso: ha aggredito con una testata il giornalista Philippe Bony, reo di avere avuto in passato parole dure nei confronti dell'attaccante. Nei giorni seguenti il giocatore si è scusato ufficialmente per la testata data al giornalista, le cui spese mediche sono state pagate da Eto'o.

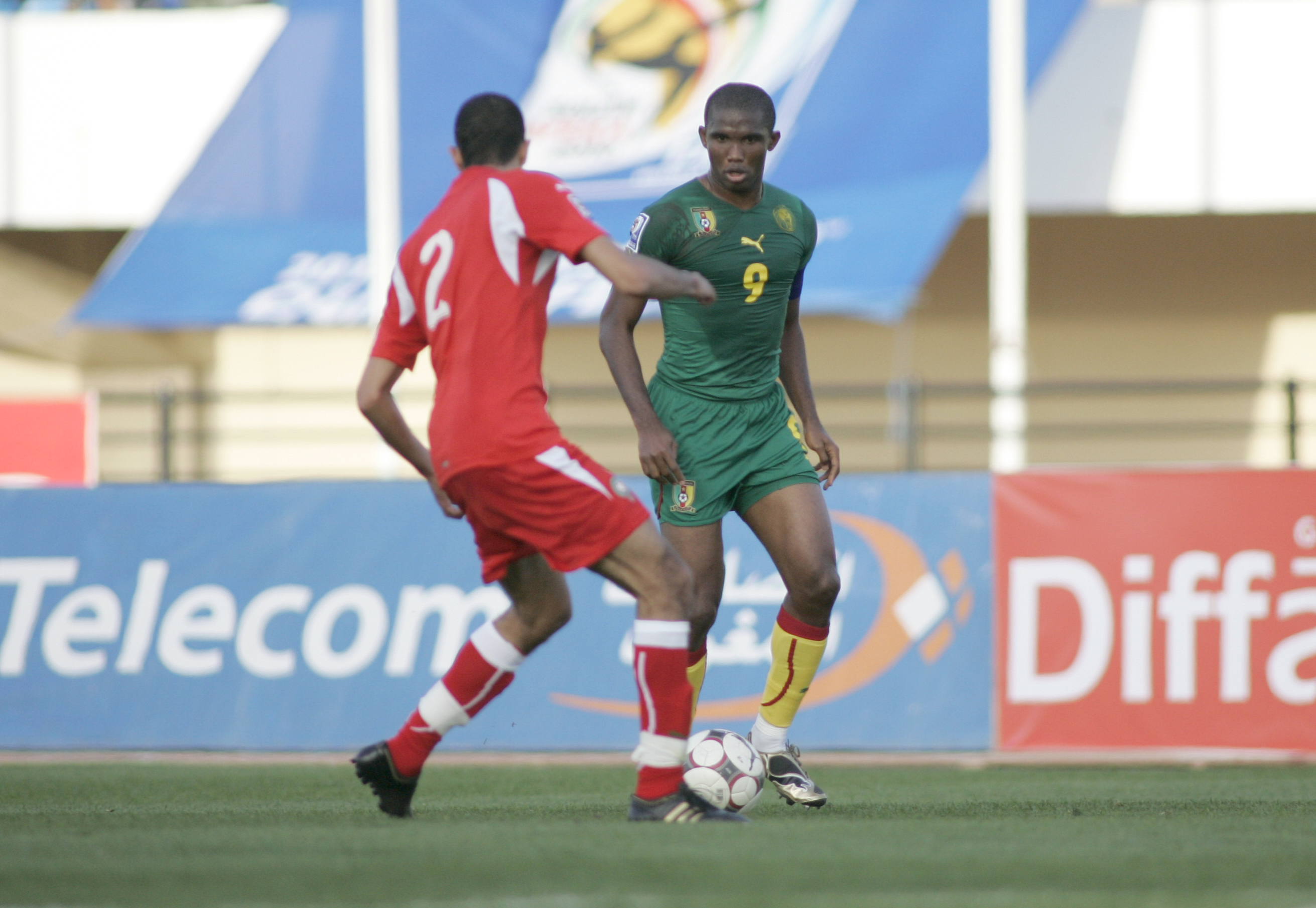
Eto'o contro il.

Nelle qualificazioni al campionato mondiale di calcio 2010, nell'ultimo match col Marocco, segna la rete del 2-0 finale che vale la sesta qualificazione dei leoni indomabili al Mondiale, con Eto'o miglior marcatore del Camerun nelle qualificazioni mondiali con 9 reti. Realizza altre due reti nella Coppa delle nazioni africane 2010, competizione dove il Camerun viene eliminato ai quarti di finale dall'Egitto. Partecipa poi ai Mondiali di Sudafrica 2010, dove i camerunesi vengono eliminati nel girone iniziale con una gara di anticipo dopo la sconfitta subita con la Danimarca per 1-2, realizzando due gol nella competizione, gli unici del Camerun.
Il 16 dicembre 2011, Eto'o è stato sospeso per quindici partite dalla Fédération Camerounaise de Football, dopo aver rifiutato insieme alla squadra di giocare un'amichevole contro l'Algeria. Il divieto è stato in seguito ridotto ad otto mesi (ovvero quattro partite ufficiali) dopo che lo stesso presidente del Camerun Paul Biya chiese ai funzionari di riconsiderare la sanzione. Il 27 agosto 2012, Eto'o viene convocato per affrontare il Capo Verde nella partita di qualificazione per la Coppa d'Africa 2013, ma l'attaccante rifiutò di giocare, definendo la propria squadra "mal organizzata". Dopo un intervento del primo ministro del paese, Philémon Yang, Eto'o accettò di tornare a giocare per le qualificazioni. Nonostante il ritorno però, il Camerun non riesce a ribaltare lo 0-2 dell'andata venendo così eliminato dalla manifestazione.
Viene convocato dall'allenatore tedesco Volker Finke per il Mondiale 2014, diventando così il terzo africano della storia a partecipare a quattro campionati del mondo (i primi due furono Jacques Songo'o e Rigobert Song). Esordisce nella prima partita della competizione persa per 1-0 contro il Messico. A causa di un infortunio al ginocchio, Eto'o salta le altre due partite del girone di qualificazione e il Camerun non riesce ad accedere alla fase a eliminazione diretta. Il 27 agosto 2014, a seguito della non convocazione da parte del CT Volker Finke per le gare di qualificazione alla Coppa d'Africa 2015 e la perdita della fascia di capitano in favore di Stéphane M'Bia, annuncia l'addio alla sua nazionale.

### Dopo il ritiro
Il 18 luglio 2019 il presidente della CAF (Confederazione calcistica africana) Ahmad Ahmad ha annunciato che Eto'o e Didier Drogba sarebbero diventati suoi collaboratori. Viene scelto anche come ambasciatore del Mondiale del 2022 che si disputerà in Qatar.
Nel settembre 2021 si candida alla presidenza della Federazione calcistica del Camerun e viene eletto l'11 dicembre successivo. Nel febbraio 2024 decide di lasciare la presidenza ma il comitato esecutivo respinge le sue dimissioni.
Nel maggio del 2023 debutta come opinionista di Amazon Prime Video in occasione del derby di semifinale di Champions Milan-Inter.
Il 7 marzo 2025, la Corte arbitrale dello sport ha ordinato il ripristino della candidatura di Samuel Eto'o nella lista dei candidati per l'elezione dei membri del comitato esecutivo della CAF.

## Statistiche
Samuel Eto'o, tra nazionale maggiore, nazionale olimpica e squadre di club, un totale di 427 gol in 888 partite, con una media di 0,48 gol a partita.

### Presenze e reti nei club
Statistiche aggiornate al termine della carriera da calciatore.
| Stagione           | Squadra            | Campionato         | Campionato | Campionato | Coppe nazionali | Coppe nazionali | Coppe nazionali | Coppe continentali | Coppe continentali | Coppe continentali | Altre coppe | Altre coppe | Altre coppe | Totale | Totale | Totale |
| Stagione           | Squadra            | Comp               | Pres       | Reti       | Comp            | Pres            | Reti            | Comp               | Pres               | Reti               | Comp        | Pres        | Reti        | Pres   | Reti   |        |
| ------------------ | ------------------ | ------------------ | ---------- | ---------- | --------------- | --------------- | --------------- | ------------------ | ------------------ | ------------------ | ----------- | ----------- | ----------- | ------ | ------ | ------ |
| 1997-1998          | Leganés            | SD                 | 28         | 3          | CR              | 2               | 1               | -                  | -                  | -                  | -           | -           | -           | 30     | 4      |        |
| 1998-gen. 1999     | Real Madrid        | PD                 | 1          | 0          | CR              | 0               | 0               | UCL                | 0                  | 0                  | SU+CInt     | 0           | 0           | 1      | 0      |        |
| gen.-giu. 1999     | Espanyol           | PD                 | 0          | 0          | CR              | 1               | 0               | -                  | -                  | -                  | -           | -           | -           | 1      | 0      |        |
| 1999-gen. 2000     | Real Madrid        | PD                 | 2          | 0          | CR              | 0               | 0               | UCL                | 3                  | 0                  | Cmc         | 1           | 0           | 6      | 0      |        |
| Totale Real Madrid | Totale Real Madrid | Totale Real Madrid | 3          | 0          |                 | 0               | 0               |                    | 3                  | 0                  |             | 1           | 0           | 7      | 0      |        |
| gen.-giu. 2000     | Maiorca            | PD                 | 13         | 6          | CR              | 0               | 0               | -                  | -                  | -                  | -           | -           | -           | 13     | 6      |        |
| 2000-2001          | Maiorca            | PD                 | 28         | 11         | CR              | 5               | 2               | -                  | -                  | -                  | -           | -           | -           | 33     | 13     |        |
| 2001-2002          | Maiorca            | PD                 | 30         | 6          | CR              | 1               | 1               | UCL+CU             | 7+2                | 2+1                | -           | -           | -           | 40     | 10     |        |
| 2002-2003          | Maiorca            | PD                 | 30         | 14         | CR              | 6               | 5               | -                  | -                  | -                  | -           | -           | -           | 36     | 19     |        |
| 2003-2004          | Maiorca            | PD                 | 32         | 17         | CR              | 2               | 0               | CU                 | 7                  | 4                  | SS          | 2           | 1           | 43     | 22     |        |
| Totale Maiorca     | Totale Maiorca     | Totale Maiorca     | 133        | 54         |                 | 14              | 8               |                    | 16                 | 7                  |             | 2           | 1           | 165    | 70     |        |
| 2004-2005          | Barcellona         | PD                 | 37         | 25         | CR              | 1               | 0               | UCL                | 7                  | 4                  | -           | -           | -           | 45     | 29     |        |
| 2005-2006          | Barcellona         | PD                 | 34         | 26         | CR              | 0               | 0               | UCL                | 11                 | 6                  | SS          | 2           | 2           | 47     | 34     |        |
| 2006-2007          | Barcellona         | PD                 | 19         | 11         | CR              | 2               | 1               | UCL                | 3                  | 1                  | SS+SU       | 2+1         | 0           | 27     | 13     |        |
| 2007-2008          | Barcellona         | PD                 | 18         | 16         | CR              | 3               | 1               | UCL                | 7                  | 1                  | -           | -           | -           | 28     | 18     |        |
| 2008-2009          | Barcellona         | PD                 | 36         | 30         | CR              | 4               | 0               | UCL                | 12                 | 6                  | -           | -           | -           | 52     | 36     |        |
| Totale Barcellona  | Totale Barcellona  | Totale Barcellona  | 144        | 108        |                 | 10              | 2               |                    | 40                 | 18                 |             | 5           | 2           | 199    | 130    |        |
| 2009-2010          | Inter              | A                  | 32         | 12         | CI              | 2               | 1               | UCL                | 13                 | 2                  | SI          | 1           | 1           | 48     | 16     |        |
| 2010-2011          | Inter              | A                  | 35         | 21         | CI              | 4               | 5               | UCL                | 10                 | 8                  | SI+SU+Cmc   | 1+1+2       | 2+0+1       | 53     | 37     |        |
| ago. 2011          | Inter              | A                  | 0          | 0          | CI              | 0               | 0               | UCL                | 0                  | 0                  | SI          | 1           | 0           | 1      | 0      |        |
| Totale Inter       | Totale Inter       | Totale Inter       | 67         | 33         |                 | 6               | 6               |                    | 23                 | 10                 |             | 6           | 4           | 102    | 53     |        |
| 2011-2012          | Anži               | PL                 | 22         | 13         | KR              | 1               | 0               | -                  | -                  | -                  | -           | -           | -           | 23     | 13     |        |
| 2012-2013          | Anži               | PL                 | 25         | 10         | KR              | 3               | 2               | UEL                | 16                 | 9                  | -           | -           | -           | 44     | 21     |        |
| ago. 2013          | Anži               | PL                 | 6          | 2          | KR              | 0               | 0               | UEL                | 0                  | 0                  | -           | -           | -           | 6      | 2      |        |
| Totale Anži        | Totale Anži        | Totale Anži        | 53         | 25         |                 | 4               | 2               |                    | 16                 | 9                  |             | -           | -           | 73     | 36     |        |
| 2013-2014          | Chelsea            | PL                 | 21         | 9          | FACup+CdL       | 3+2             | 0               | UCL                | 9                  | 3                  | SU          | 0           | 0           | 35     | 12     |        |
| 2014-gen. 2015     | Everton            | PL                 | 14         | 3          | FACup+CdL       | 1+1             | 0               | UEL                | 4                  | 1                  | -           | -           | -           | 20     | 4      |        |
| gen.-giu. 2015     | Sampdoria          | A                  | 18         | 2          | CI              | 0               | 0               | -                  | -                  | -                  | -           | -           | -           | 18     | 2      |        |
| 2015-2016          | Antalyaspor        | SL                 | 31         | 20         | TK              | 1               | 0               | -                  | -                  | -                  | -           | -           | -           | 32     | 20     |        |
| 2016-2017          | Antalyaspor        | SL                 | 30         | 18         | TK              | 0               | 0               | -                  | -                  | -                  | -           | -           | -           | 30     | 18     |        |
| 2017-gen. 2018     | Antalyaspor        | SL                 | 15         | 6          | TK              | 0               | 0               | -                  | -                  | -                  | -           | -           | -           | 15     | 6      |        |
| Totale Antalyaspor | Totale Antalyaspor | Totale Antalyaspor | 76         | 44         |                 | 1               | 0               |                    | -                  | -                  |             | -           | -           | 77     | 44     |        |
| gen.-giu. 2018     | Konyaspor          | SL                 | 13         | 6          | TK              | 1               | 0               | UEL                | 0                  | 0                  | -           | -           | -           | 14     | 6      |        |
| 2018-2019          | Qatar SC           | QSL                | 17+1       | 6+0        | QSC+EQC         | 3+2             | 3+1             | -                  | -                  | -                  | -           | -           | -           | 23     | 10     |        |
| Totale carriera    | Totale carriera    | Totale carriera    | 587+1      | 293+0      |                 | 51              | 23              |                    | 111                | 48                 |             | 14          | 7           | 764    | 370    |        |

### Cronologia presenze e reti in nazionale
| Cronologia completa delle presenze e delle reti in nazionale ― Camerun | Cronologia completa delle presenze e delle reti in nazionale ― Camerun | Cronologia completa delle presenze e delle reti in nazionale ― Camerun | Cronologia completa delle presenze e delle reti in nazionale ― Camerun | Cronologia completa delle presenze e delle reti in nazionale ― Camerun | Cronologia completa delle presenze e delle reti in nazionale ― Camerun | Cronologia completa delle presenze e delle reti in nazionale ― Camerun | Cronologia completa delle presenze e delle reti in nazionale ― Camerun |
| Data                                                                   | Città                                                                  | In casa                                                                | Risultato                                                              | Ospiti                                                                 | Competizione                                                           | Reti                                                                   | Note                                                                   |
| ---------------------------------------------------------------------- | ---------------------------------------------------------------------- | ---------------------------------------------------------------------- | ---------------------------------------------------------------------- | ---------------------------------------------------------------------- | ---------------------------------------------------------------------- | ---------------------------------------------------------------------- | ---------------------------------------------------------------------- |
| 9-3-1997                                                               | San José                                                               | Costa Rica                                                             | 5 – 0                                                                  | Camerun                                                                | Amichevole                                                             | -                                                                      |                                                                        |
| 7-8-1997                                                               | Tunisi                                                                 | Nigeria                                                                | 1 – 0                                                                  | Camerun                                                                | LG Cup 1997 - Semifinale                                               | -                                                                      | 74’                                                                    |
| 9-8-1997                                                               | Tunisi                                                                 | Camerun                                                                | 3 – 3 (4 – 3 dtr)                                                      | Zambia                                                                 | LG Cup 1997 - Finale 3º posto                                          | -                                                                      | 63’                                                                    |
| 27-5-1998                                                              | Arnhem                                                                 | Paesi Bassi                                                            | 0 – 0                                                                  | Camerun                                                                | Amichevole                                                             | -                                                                      | 86’                                                                    |
| 31-5-1998                                                              | Lussemburgo                                                            | Lussemburgo                                                            | 0 – 2                                                                  | Camerun                                                                | Amichevole                                                             | -                                                                      | 46’                                                                    |
| 5-6-1998                                                               | Copenaghen                                                             | Danimarca                                                              | 1 – 2                                                                  | Camerun                                                                | Amichevole                                                             | -                                                                      | 87’                                                                    |
| 17-6-1998                                                              | Montpellier                                                            | Italia                                                                 | 3 – 0                                                                  | Camerun                                                                | Mondiali 1998 - 1º turno                                               | -                                                                      | 66’                                                                    |
| 4-10-1998                                                              | Douala                                                                 | Camerun                                                                | 1 – 3                                                                  | Ghana                                                                  | Qual. Coppa d'Africa 2000                                              | -                                                                      |                                                                        |
| 23-1-1999                                                              | Asmara                                                                 | Eritrea                                                                | 0 – 0                                                                  | Camerun                                                                | Qual. Coppa d'Africa 2000                                              | -                                                                      | 67’                                                                    |
| 11-1-2000                                                              | Ouagadougou                                                            | Burkina Faso                                                           | 2 – 2                                                                  | Camerun                                                                | Amichevole                                                             | -                                                                      |                                                                        |
| 13-1-2000                                                              | Dakar                                                                  | Senegal                                                                | 0 – 0                                                                  | Camerun                                                                | Amichevole                                                             | -                                                                      |                                                                        |
| 22-1-2000                                                              | Tamale                                                                 | Ghana                                                                  | 1 – 1                                                                  | Camerun                                                                | Coppa d'Africa 2000 - 1º turno                                         | -                                                                      | 80’                                                                    |
| 28-1-2000                                                              | Tamale                                                                 | Camerun                                                                | 3 – 0                                                                  | Costa d'Avorio                                                         | Coppa d'Africa 2000 - 1º turno                                         | 1                                                                      | 46’                                                                    |
| 6-2-2000                                                               | Tamale                                                                 | Camerun                                                                | 2 – 1                                                                  | Algeria                                                                | Coppa d'Africa 2000 - Quarti di finale                                 | 1                                                                      | 46’                                                                    |
| 10-2-2000                                                              | Tamale                                                                 | Camerun                                                                | 3 – 0                                                                  | Tunisia                                                                | Coppa d'Africa 2000 - Semifinale                                       | 1                                                                      |                                                                        |
| 13-2-2000                                                              | Lagos                                                                  | Nigeria                                                                | 2 – 2 dts (3 – 4 dtr)                                                  | Camerun                                                                | Coppa d'Africa 2000 - Finale                                           | 1                                                                      | 72’                                                                    |
| 19-4-2000                                                              | Yaoundé                                                                | Camerun                                                                | 3 – 0                                                                  | Somalia                                                                | Qual. Mondiali 2002                                                    | 1                                                                      | 85’                                                                    |
| 4-10-2000                                                              | Saint-Denis                                                            | Francia                                                                | 1 – 1                                                                  | Camerun                                                                | Amichevole                                                             | -                                                                      | 82’                                                                    |
| 25-1-2001                                                              | Porto-Novo                                                             | Benin                                                                  | 1 – 3                                                                  | Camerun                                                                | Amichevole                                                             | -                                                                      |                                                                        |
| 28-1-2001                                                              | Lomé                                                                   | Togo                                                                   | 0 – 2                                                                  | Camerun                                                                | Qual. Mondiali 2002                                                    | 1                                                                      | 83’                                                                    |
| 25-2-2001                                                              | Yaoundé                                                                | Camerun                                                                | 1 – 0                                                                  | Zambia                                                                 | Qual. Mondiali 2002                                                    | -                                                                      | 69’                                                                    |
| 22-4-2001                                                              | Yaoundé                                                                | Camerun                                                                | 1 – 0                                                                  | Libia                                                                  | Qual. Mondiali 2002                                                    | -                                                                      |                                                                        |
| 31-5-2001                                                              | Kashima                                                                | Brasile                                                                | 2 – 0                                                                  | Camerun                                                                | Conf. Cup 2001                                                         | -                                                                      | cap. 58’                                                               |
| 2-6-2001                                                               | Niigata                                                                | Giappone                                                               | 2 – 0                                                                  | Camerun                                                                | Conf. Cup 2001                                                         | -                                                                      |                                                                        |
| 4-6-2001                                                               | Niigata                                                                | Camerun                                                                | 2 – 0                                                                  | Canada                                                                 | Conf. Cup 2001                                                         | -                                                                      | 53’                                                                    |
| 1-7-2001                                                               | Yaoundé                                                                | Camerun                                                                | 2 – 0                                                                  | Togo                                                                   | Qual. Mondiali 2002                                                    | 1                                                                      |                                                                        |
| 14-11-2001                                                             | Poznań                                                                 | Polonia                                                                | 0 – 0                                                                  | Camerun                                                                | Amichevole                                                             | -                                                                      | 87’                                                                    |
| 7-1-2002                                                               | Ouagadougou                                                            | Burkina Faso                                                           | 1 – 3                                                                  | Camerun                                                                | Amichevole                                                             | 1                                                                      | 46’                                                                    |
| 20-1-2002                                                              | Sikasso                                                                | Camerun                                                                | 1 – 0                                                                  | RD del Congo                                                           | Coppa d'Africa 2002 - 1º turno                                         | -                                                                      | 90+3’                                                                  |
| 25-1-2002                                                              | Sikasso                                                                | Camerun                                                                | 1 – 0                                                                  | Costa d'Avorio                                                         | Coppa d'Africa 2002 - 1º turno                                         | -                                                                      |                                                                        |
| 29-1-2002                                                              | Sikasso                                                                | Camerun                                                                | 3 – 0                                                                  | Togo                                                                   | Coppa d'Africa 2002 - 1º turno                                         | 1                                                                      |                                                                        |
| 4-2-2002                                                               | Sikasso                                                                | Camerun                                                                | 1 – 0                                                                  | Egitto                                                                 | Coppa d'Africa 2002 - Quarti di finale                                 | -                                                                      | 90’                                                                    |
| 7-2-2002                                                               | Bamako                                                                 | Mali                                                                   | 0 – 3                                                                  | Camerun                                                                | Coppa d'Africa 2002 - Semifinale                                       | -                                                                      | 90’                                                                    |
| 10-2-2002                                                              | Bamako                                                                 | Camerun                                                                | 0 – 0 dts (3 – 2 dtr)                                                  | Senegal                                                                | Coppa d'Africa 2002 - Finale                                           | -                                                                      | 62’                                                                    |
| 27-3-2002                                                              | Ginevra                                                                | Argentina                                                              | 2 – 2                                                                  | Camerun                                                                | Amichevole                                                             | 1                                                                      |                                                                        |
| 17-4-2002                                                              | Vienna                                                                 | Austria                                                                | 0 – 0                                                                  | Camerun                                                                | Amichevole                                                             | -                                                                      | 85’                                                                    |
| 26-5-2002                                                              | Kōbe                                                                   | Inghilterra                                                            | 2 – 2                                                                  | Camerun                                                                | Amichevole                                                             | 1                                                                      | 58’                                                                    |
| 1-6-2002                                                               | Niigata                                                                | Camerun                                                                | 1 – 1                                                                  | Irlanda                                                                | Mondiali 2002 - 1º turno                                               | -                                                                      |                                                                        |
| 6-6-2002                                                               | Saitama                                                                | Camerun                                                                | 1 – 0                                                                  | Arabia Saudita                                                         | Mondiali 2002 - 1º turno                                               | 1                                                                      |                                                                        |
| 11-6-2002                                                              | Shizuoka                                                               | Camerun                                                                | 0 – 2                                                                  | Germania                                                               | Mondiali 2002 - 1º turno                                               | -                                                                      |                                                                        |
| 11-2-2003                                                              | Châteauroux                                                            | Costa d'Avorio                                                         | 3 – 0                                                                  | Camerun                                                                | Amichevole                                                             | -                                                                      | 90’                                                                    |
| 27-3-2003                                                              | Radès                                                                  | Camerun                                                                | 2 – 0                                                                  | Madagascar                                                             | Amichevole                                                             | 1                                                                      |                                                                        |
| 30-3-2003                                                              | Radès                                                                  | Tunisia                                                                | 1 – 0                                                                  | Camerun                                                                | Amichevole                                                             | -                                                                      |                                                                        |
| 19-6-2003                                                              | Saint-Denis                                                            | Brasile                                                                | 0 – 1                                                                  | Camerun                                                                | Conf. Cup 2003 - 1º turno                                              | 1                                                                      | 90’                                                                    |
| 21-6-2003                                                              | Saint-Denis                                                            | Camerun                                                                | 1 – 0                                                                  | Turchia                                                                | Conf. Cup 2003 - 1º turno                                              | -                                                                      |                                                                        |
| 23-6-2003                                                              | Saint-Denis                                                            | Camerun                                                                | 0 – 0                                                                  | Stati Uniti                                                            | Conf. Cup 2003 - 1º turno                                              | -                                                                      | 75’                                                                    |
| 29-6-2003                                                              | Saint-Denis                                                            | Camerun                                                                | 0 – 1 dts                                                              | Francia                                                                | Conf. Cup 2003 - Finale                                                | -                                                                      | 67’                                                                    |
| 25-1-2004                                                              | Susa                                                                   | Camerun                                                                | 1 – 1                                                                  | Algeria                                                                | Coppa d'Africa 2004 - 1º turno                                         | -                                                                      |                                                                        |
| 29-1-2004                                                              | Sfax                                                                   | Camerun                                                                | 5 – 3                                                                  | Zimbabwe                                                               | Coppa d'Africa 2004 - 1º turno                                         | -                                                                      |                                                                        |
| 3-2-2004                                                               | Monastir                                                               | Camerun                                                                | 0 – 0                                                                  | Egitto                                                                 | Coppa d'Africa 2004 - 1º turno                                         | -                                                                      | 82’                                                                    |
| 8-2-2004                                                               | Monastir                                                               | Camerun                                                                | 1 – 2                                                                  | Nigeria                                                                | Coppa d'Africa 2004 - Quarti di finale                                 | 1                                                                      |                                                                        |
| 6-6-2004                                                               | Yaoundé                                                                | Camerun                                                                | 2 – 1                                                                  | Benin                                                                  | Qual. Mondiali 2006                                                    | 1                                                                      | 33’                                                                    |
| 18-6-2004                                                              | Misurata                                                               | Libia                                                                  | 0 – 1                                                                  | Camerun                                                                | Qual. Mondiali 2006                                                    | -                                                                      |                                                                        |
| 4-7-2004                                                               | Yaoundé                                                                | Camerun                                                                | 2 – 0                                                                  | Costa d'Avorio                                                         | Qual. Mondiali 2006                                                    | 1                                                                      |                                                                        |
| 5-9-2004                                                               | Il Cairo                                                               | Egitto                                                                 | 3 – 2                                                                  | Camerun                                                                | Qual. Mondiali 2006                                                    | 1                                                                      |                                                                        |
| 17-11-2004                                                             | Lipsia                                                                 | Germania                                                               | 3 – 0                                                                  | Camerun                                                                | Amichevole                                                             | -                                                                      | 73’ 89’                                                                |
| 9-2-2005                                                               | Créteil                                                                | Camerun                                                                | 1 – 0                                                                  | Senegal                                                                | Amichevole                                                             | -                                                                      | 90’                                                                    |
| 27-3-2005                                                              | Yaoundé                                                                | Camerun                                                                | 2 – 1                                                                  | Sudan                                                                  | Qual. Mondiali 2006                                                    | -                                                                      |                                                                        |
| 4-6-2005                                                               | Cotonou                                                                | Benin                                                                  | 1 – 4                                                                  | Camerun                                                                | Qual. Mondiali 2006                                                    | 1                                                                      | 76’                                                                    |
| 19-6-2005                                                              | Yaoundé                                                                | Camerun                                                                | 1 – 0                                                                  | Libia                                                                  | Qual. Mondiali 2006                                                    | -                                                                      |                                                                        |
| 4-9-2005                                                               | Abidjan                                                                | Costa d'Avorio                                                         | 2 – 3                                                                  | Camerun                                                                | Qual. Mondiali 2006                                                    | -                                                                      |                                                                        |
| 8-10-2005                                                              | Yaoundé                                                                | Camerun                                                                | 1 – 1                                                                  | Egitto                                                                 | Qual. Mondiali 2006                                                    | -                                                                      |                                                                        |
| 21-1-2006                                                              | Il Cairo                                                               | Camerun                                                                | 3 – 1                                                                  | Angola                                                                 | Coppa d'Africa 2006 - 1º turno                                         | 3                                                                      | 89’                                                                    |
| 25-1-2006                                                              | Il Cairo                                                               | Camerun                                                                | 2 – 0                                                                  | Togo                                                                   | Coppa d'Africa 2006 - 1º turno                                         | 1                                                                      |                                                                        |
| 29-1-2006                                                              | Il Cairo                                                               | Camerun                                                                | 2 – 0                                                                  | RD del Congo                                                           | Coppa d'Africa 2006 - 1º turno                                         | 1                                                                      |                                                                        |
| 4-2-2006                                                               | Il Cairo                                                               | Camerun                                                                | 0 – 0 dts (11 – 12 dtr)                                                | Costa d'Avorio                                                         | Coppa d'Africa 2006 - Quarti di finale                                 | -                                                                      |                                                                        |
| 3-9-2006                                                               | Kigali                                                                 | Ruanda                                                                 | 0 – 3                                                                  | Camerun                                                                | Qual. Coppa d'Africa 2008                                              | -                                                                      |                                                                        |
| 24-3-2007                                                              | Yaoundé                                                                | Camerun                                                                | 3 – 1                                                                  | Liberia                                                                | Qual. Coppa d'Africa 2008                                              | -                                                                      | 60’                                                                    |
| 3-6-2007                                                               | Monrovia                                                               | Liberia                                                                | 1 – 2                                                                  | Camerun                                                                | Qual. Coppa d'Africa 2008                                              | 1                                                                      |                                                                        |
| 22-8-2007                                                              | Ōita                                                                   | Giappone                                                               | 2 – 0                                                                  | Camerun                                                                | Amichevole                                                             | -                                                                      |                                                                        |
| 22-1-2008                                                              | Kumasi                                                                 | Egitto                                                                 | 4 – 2                                                                  | Camerun                                                                | Coppa d'Africa 2008 - 1º turno                                         | 2                                                                      |                                                                        |
| 26-1-2008                                                              | Kumasi                                                                 | Camerun                                                                | 5 – 1                                                                  | Zambia                                                                 | Coppa d'Africa 2008 - 1º turno                                         | 1                                                                      |                                                                        |
| 30-1-2008                                                              | Tamale                                                                 | Camerun                                                                | 3 – 0                                                                  | Sudan                                                                  | Coppa d'Africa 2008 - 1º turno                                         | 2                                                                      |                                                                        |
| 4-2-2008                                                               | Tamale                                                                 | Tunisia                                                                | 2 – 3 dts                                                              | Camerun                                                                | Coppa d'Africa 2008 - Quarti di finale                                 | -                                                                      |                                                                        |
| 7-2-2008                                                               | Accra                                                                  | Ghana                                                                  | 0 – 1                                                                  | Camerun                                                                | Coppa d'Africa 2008 - Semifinale                                       | -                                                                      |                                                                        |
| 10-2-2008                                                              | Accra                                                                  | Camerun                                                                | 0 – 1                                                                  | Egitto                                                                 | Coppa d'Africa 2008 - Finale                                           | -                                                                      |                                                                        |
| 31-5-2008                                                              | Yaoundé                                                                | Camerun                                                                | 2 – 0                                                                  | Capo Verde                                                             | Qual. Mondiali 2010                                                    | 1                                                                      |                                                                        |
| 8-6-2008                                                               | Curepipe                                                               | Mauritius                                                              | 0 – 3                                                                  | Camerun                                                                | Qual. Mondiali 2010                                                    | 1                                                                      | 52’ - 68’                                                              |
| 14-6-2008                                                              | Dar es Salaam                                                          | Tanzania                                                               | 0 – 0                                                                  | Camerun                                                                | Qual. Mondiali 2010                                                    | -                                                                      |                                                                        |
| 21-6-2008                                                              | Yaoundé                                                                | Camerun                                                                | 2 – 1                                                                  | Tanzania                                                               | Qual. Mondiali 2010                                                    | 2                                                                      | 89’                                                                    |
| 11-10-2008                                                             | Yaoundé                                                                | Camerun                                                                | 5 – 0                                                                  | Mauritius                                                              | Qual. Mondiali 2010                                                    | 2                                                                      |                                                                        |
| 11-2-2009                                                              | Bondoufle                                                              | Camerun                                                                | 3 – 1                                                                  | Guinea                                                                 | Amichevole                                                             | 2                                                                      |                                                                        |
| 28-3-2009                                                              | Accra                                                                  | Togo                                                                   | 1 – 0                                                                  | Camerun                                                                | Qual. Mondiali 2010                                                    | -                                                                      |                                                                        |
| 7-6-2009                                                               | Yaoundé                                                                | Camerun                                                                | 0 – 0                                                                  | Marocco                                                                | Qual. Mondiali 2010                                                    | -                                                                      |                                                                        |
| 13-6-2009                                                              | Abidjan                                                                | Costa d'Avorio                                                         | 2 – 1                                                                  | Camerun                                                                | Amichevole                                                             | -                                                                      |                                                                        |
| 12-8-2009                                                              | Klagenfurt am Wörthersee                                               | Austria                                                                | 0 – 2                                                                  | Camerun                                                                | Amichevole                                                             | -                                                                      | 65’                                                                    |
| 5-9-2009                                                               | Libreville                                                             | Gabon                                                                  | 0 – 2                                                                  | Camerun                                                                | Qual. Mondiali 2010                                                    | 1                                                                      |                                                                        |
| 9-9-2009                                                               | Yaoundé                                                                | Camerun                                                                | 2 – 1                                                                  | Gabon                                                                  | Qual. Mondiali 2010                                                    | 1                                                                      |                                                                        |
| 10-10-2009                                                             | Yaoundé                                                                | Camerun                                                                | 3 – 0                                                                  | Togo                                                                   | Qual. Mondiali 2010                                                    | -                                                                      |                                                                        |
| 14-11-2009                                                             | Fes                                                                    | Marocco                                                                | 0 – 2                                                                  | Camerun                                                                | Qual. Mondiali 2010                                                    | 1                                                                      |                                                                        |
| 13-1-2010                                                              | Lubango                                                                | Camerun                                                                | 0 – 1                                                                  | Gabon                                                                  | Coppa d'Africa 2010 - 1º turno                                         | -                                                                      |                                                                        |
| 17-1-2010                                                              | Lubango                                                                | Camerun                                                                | 3 – 2                                                                  | Zambia                                                                 | Coppa d'Africa 2010 - 1º turno                                         | 1                                                                      |                                                                        |
| 21-1-2010                                                              | Lubango                                                                | Camerun                                                                | 2 – 2                                                                  | Tunisia                                                                | Coppa d'Africa 2010 - 1º turno                                         | 1                                                                      | 68’                                                                    |
| 25-1-2010                                                              | Benguela                                                               | Egitto                                                                 | 3 – 1 dts                                                              | Camerun                                                                | Coppa d'Africa 2010 - Quarti di finale                                 | -                                                                      | cap.                                                                   |
| 3-3-2010                                                               | Monaco                                                                 | Italia                                                                 | 0 – 0                                                                  | Camerun                                                                | Amichevole                                                             | -                                                                      | cap.                                                                   |
| 1-6-2010                                                               | Covilhã                                                                | Portogallo                                                             | 3 – 1                                                                  | Camerun                                                                | Amichevole                                                             | -                                                                      | 32’                                                                    |
| 14-6-2010                                                              | Bloemfontein                                                           | Giappone                                                               | 1 – 0                                                                  | Camerun                                                                | Mondiali 2010 - 1º turno                                               | -                                                                      | cap.                                                                   |
| 19-6-2010                                                              | Pretoria                                                               | Camerun                                                                | 1 – 2                                                                  | Danimarca                                                              | Mondiali 2010 - 1º turno                                               | 1                                                                      | cap.                                                                   |
| 24-6-2010                                                              | Città del Capo                                                         | Camerun                                                                | 1 – 2                                                                  | Paesi Bassi                                                            | Mondiali 2010 - 1º turno                                               | 1                                                                      | cap.                                                                   |
| 11-8-2010                                                              | Stettino                                                               | Polonia                                                                | 0 – 3                                                                  | Camerun                                                                | Amichevole                                                             | 2                                                                      | 80’                                                                    |
| 4-9-2010                                                               | Curepipe                                                               | Mauritius                                                              | 1 – 3                                                                  | Camerun                                                                | Qual. Coppa d'Africa 2012                                              | 2                                                                      |                                                                        |
| 9-10-2010                                                              | Garoua                                                                 | Camerun                                                                | 1 – 1                                                                  | RD del Congo                                                           | Qual. Coppa d'Africa 2012                                              | -                                                                      |                                                                        |
| 9-2-2011                                                               | Skopje                                                                 | Macedonia                                                              | 0 – 1                                                                  | Camerun                                                                | Amichevole                                                             | -                                                                      | 53’                                                                    |
| 26-3-2011                                                              | Dakar                                                                  | Senegal                                                                | 1 – 0                                                                  | Camerun                                                                | Qual. Coppa d'Africa 2012                                              | -                                                                      |                                                                        |
| 4-6-2011                                                               | Garoua                                                                 | Camerun                                                                | 0 – 0                                                                  | Senegal                                                                | Qual. Coppa d'Africa 2012                                              | -                                                                      |                                                                        |
| 7-6-2011                                                               | Salisburgo                                                             | Russia                                                                 | 0 – 0                                                                  | Camerun                                                                | Amichevole                                                             | -                                                                      | 46’                                                                    |
| 3-9-2011                                                               | Yaoundé                                                                | Camerun                                                                | 5 – 0                                                                  | Mauritius                                                              | Qual. Coppa d'Africa 2012                                              | 1                                                                      | 86’                                                                    |
| 7-10-2011                                                              | Kinshasa                                                               | RD del Congo                                                           | 2 – 3                                                                  | Camerun                                                                | Qual. Coppa d'Africa 2012                                              | 1                                                                      | 80’                                                                    |
| 11-11-2011                                                             | Marrakech                                                              | Camerun                                                                | 3 – 1                                                                  | Sudan                                                                  | LG Cup 2011 (Marocco)                                                  | 1                                                                      |                                                                        |
| 13-11-2011                                                             | Marrakech                                                              | Marocco                                                                | 1 – 1 (2 – 4 dtr)                                                      | Camerun                                                                | LG Cup 2011 (Marocco)                                                  | 1                                                                      |                                                                        |
| 14-10-2012                                                             | Yaoundé                                                                | Camerun                                                                | 2 – 1                                                                  | Capo Verde                                                             | Qual. Coppa d'Africa 2013                                              | -                                                                      |                                                                        |
| 14-11-2012                                                             | Ginevra                                                                | Albania                                                                | 0 – 0                                                                  | Camerun                                                                | Amichevole                                                             | -                                                                      | cap.                                                                   |
| 23-3-2013                                                              | Yaoundé                                                                | Camerun                                                                | 2 – 1                                                                  | Togo                                                                   | Qual. Mondiali 2014                                                    | 2                                                                      | cap. 83’ 85’                                                           |
| 8-9-2013                                                               | Yaoundé                                                                | Camerun                                                                | 1 – 0                                                                  | Libia                                                                  | Qual. Mondiali 2014                                                    | -                                                                      | 60’                                                                    |
| 13-10-2013                                                             | Radès                                                                  | Tunisia                                                                | 0 – 0                                                                  | Camerun                                                                | Qual. Mondiali 2014                                                    | -                                                                      | cap. 90’                                                               |
| 17-11-2013                                                             | Yaoundé                                                                | Camerun                                                                | 4 – 1                                                                  | Tunisia                                                                | Qual. Mondiali 2014                                                    | -                                                                      |                                                                        |
| 5-3-2014                                                               | Leiria                                                                 | Portogallo                                                             | 5 – 1                                                                  | Camerun                                                                | Amichevole                                                             | -                                                                      | cap.                                                                   |
| 1-6-2014                                                               | Mönchengladbach                                                        | Germania                                                               | 2 – 2                                                                  | Camerun                                                                | Amichevole                                                             | 1                                                                      | cap. 90+2’                                                             |
| 13-6-2014                                                              | Natal                                                                  | Messico                                                                | 1 – 0                                                                  | Camerun                                                                | Mondiali 2014 - 1º turno                                               | -                                                                      | cap.                                                                   |
| Totale                                                                 |                                                                        | Presenze (3º posto)                                                    | 118                                                                    |                                                                        | Reti (1º posto)                                                        | 56                                                                     |                                                                        |

### Record

#### In assoluto
- Uno dei quattro calciatori vincitori della Coppa dei Campioni/UEFA Champions League con due squadre differenti in due anni consecutivi (nel suo caso, Barcellona, 2008-09 e Inter, 2009-10); condivide il record con Marcel Desailly (Olympique Marseille, 1992-93 e Milan, 1993-94; peraltro Desailly vinse la sua prima Champions League contro la sua futura squadra), Paulo Sousa (Juventus, 1995-96 e Borussia Dortmund, 1996-97; Sousa vinse invece la sua seconda Champions League contro la sua ex squadra) e Gerard Pique (Manchester Utd, 2007-08 e Barcellona 2008-09) anche lui conquistando la seconda Champions League contro la sua ex squadra.
- Unico calciatore ad aver vinto un treble classico per due stagioni consecutive e con due club diversi (Barcellona, 2008-09 e Inter, 2009-10).[136]
- Capocannoniere della storia della Coppa d'Africa (18 gol).[137]
- Calciatore africano con più presenze nella storia del campionato spagnolo (303 presenze).[138]

#### Nel Maiorca
- Miglior marcatore nella storia del Maiorca in tutte le competizioni (70 gol)
- Capocannoniere della storia del Maiorca nelle competizioni UEFA per club: (7 gol).[139]

#### Nell'Antalyaspor
- Capocannoniere della storia dell'Antalyaspor in Süper Lig (44 gol).[91][92]

#### In nazionale
- Capocannoniere della storia della Nazionale camerunese (56 gol).[140]

## Palmarès

### Club

#### Competizioni nazionali
- Coppa di Spagna: 2

Maiorca: 2002-2003
Barcellona: 2008-2009
- Campionato spagnolo: 3

Barcellona: 2004-2005, 2005-2006, 2008-2009
- Supercoppa di Spagna: 2

Barcellona: 2005, 2006
- Campionato italiano: 1

Inter: 2009-2010
- Coppa Italia: 2

Inter: 2009-2010, 2010-2011
- Supercoppa italiana: 1

Inter: 2010

#### Competizioni internazionali
- Coppa Intercontinentale: 1

Real Madrid: 1998
- UEFA Champions League: 3

Barcellona: 2005-2006, 2008-2009
Inter: 2009-2010
- Coppa del mondo per club: 1

Inter: 2010

### Nazionale
- Coppa d'Africa: 2

Ghana-Nigeria 2000, Mali 2002
- Oro olimpico: 1

Sydney 2000

### Individuale
- Miglior giovane africano dell'anno: 1

2000
- Calciatore africano dell'anno: 4 (record a pari merito con Yaya Touré)

2003, 2004, 2005, 2010
- Capocannoniere della Liga spagnola: 2

2004-2005 (25 gol), 2005-2006 (26 gol)
- FIFA/FIFPro World XI: 2

2004-2005, 2005-2006
- ESM Team of the Year: 4

2004-2005, 2005-2006, 2008-2009, 2010-2011
- Squadra dell'anno UEFA: 2

2005, 2006
- Miglior giocatore UEFA: 1

Miglior attaccante: 2005-2006
- Trofeo Pichichi: 1

2005-2006
- Miglior giocatore della finale di UEFA Champions League: 1

2006
- Capocannoniere della Coppa d'Africa: 2

2006, 2008
- CAF Starting XI della Coppa d'Africa: 1

2006
- Calciatore africano del secolo (2007)[8]
- Miglior giocatore della Coppa del mondo per club (Golden Ball): 1

2010
- Capocannoniere della Coppa Italia: 1

2010-2011 (5 gol, a pari merito con Felice Evacuo)
- Miglior giocatore della Prem'er-Liga: 1

2012-2013
- Prem'er-Liga Top 33 players - Miglior attaccante esterno destro: 1

2012-2013
- Golden Foot: 1

2015
- Globe Soccer Awards: 1

Premio alla carriera per calciatori: 2016
- Candidato al Dream Team del Pallone d'oro (2020)
- Inserito nella Hall of Fame dell'Inter nella categoria Attaccanti

2021